# Röhlinger Sechta
Die Röhlinger Sechta, auch kurz Sechta genannt, ist rechter Zufluss der oberen Jagst im baden-württembergischen Ostalbkreis. Mit ihrer Länge von rund 20 Kilometern auf dem längsten Strang und einem Einzugsgebiet von rund 90 km² ist sie der bedeutendste Zufluss am Oberlauf der Jagst, die selbst bis zu diesem Zufluss zwar schon etwa 31 km lang ist, aber zuvor erst ein Einzugsgebiet von etwa 83 km² angesammelt hat.
Nicht zu verwechseln ist sie mit der am Oberlauf nahe konkurrierenden Schneidheimer Sechta, die in die Eger mündet.

## Name
Der Bach wurde im Jahr 1024 („ad Sehtam“) zum ersten Mal urkundlich erwähnt. Vermutlich leitet sich der Name vom germanischen Verb *seihw- „gießen“ (hieraus ahd. sīhan „seihen“) ab.

## Geographie

### Bachlauf
Die Röhlinger Sechta entsteht am südwestlichen Ortsrand von Pfahlheim aus dem Zusammenfluss des rechten Sonnenbachs und des linken Weiherbachs. Der Sonnenbach, der nördlich von Pfahlheim zu einem See aufgestaut ist, kommt aus dem Nordosten, der Weiherbach aus dem Südosten. Der vereinigte Bach läuft etwa in Richtung des größeren Oberlaufs nach Südwesten. Unterhalb des Weilers Erpfental mündet von rechts die kräftige Ellenberger Rot, die mit einem Einzugsgebiet von 25,0 km² der Sechta selbst bis zu diesem Punkt nur um 1,4 km² nachsteht; sie entwässert ein halbes Dutzend Stauseen in waldreicher Landschaft. In Röhlingen fließt wiederum von rechts der über sieben Kilometer lange Schlierbach zu. Von den kleineren Zuflüssen unterhalb erreichen der rechte Hirschbach unterhalb von Röhlingen weniger als fünf und der linke Killingerbach im nächsten Ort Haisterhofen knapp vier Kilometer Länge. Wo gleich nach diesem Weiler die Autobahn A7 die Talmulde überspannt, schwenkt die Sechta auf Westlauf und durchquert dann den Rainauer Ort Dalkingen. Knapp zwei Kilometer westlich des Dorfs mündet die Röhlinger Sechta von rechts in die obere Jagst, zwischen deren Auslauf aus dem Bucher Stausee und dem etwa einen Kilometer abwärts liegenden Rainauer Weiler Schwabsberg.
Ab wenig oberhalb Dalkingens bis zur Mündung begleiten beidseitig Dämme das Bett der Sechta.

### Zuflüsse
Hierarchische Liste der Zuflüsse jeweils von der Quelle zur Mündung. Gewässerlänge, Einzugsgebiet und Höhe nach den entsprechenden Layern auf der Onlinekarte der LUBW. Andere Quellen für die Angaben sind vermerkt.
- Sonnenbach (rechter Oberlauf), 5,8 km und 12,0 km²
  - (Bach vom Hirtenbrunnen) (rechts), 0,9 km
  - (Bach vom Wolkenbrunnen) (links), 2,4 km
  - Herrgottsbach (rechts), 1,8 km
- Weiherbach (linker Oberlauf), 3,4 km und 7,8 km²
  - Lettenbach (rechts), 0,9 km
  - Heidbach (links), 1,7 km
- Kirrbach (links), 1,9 km
- Ellenberger Rot (rechts)[LUBW 5], 9,6 km und 25,0 km²[LUBW 3]
  - (Bach vom Hornbrunnen) (rechts), 0,9 km
  - Trembach (rechts), 1,5 km
  - Häslesbach (links), 4,1 km und 10,5 km²
    - Stahlbrunnenbach (links), 2,6 km
      - Schimmelbach (links), 1,8 km

    - Neuweiherbach (rechts), 2,9 km

  - Möhnbach (rechts), 1,5 km und 0,8 km²
- Riedbach (links), 0,8 km
- Schlierbach (rechts), 7,3 km und 10,4 km²[LUBW 3]
  - Sagwiesenbach (rechts), 2,0 km und 2,3 km²
    - Osterbach (rechts), 0,5 km

  - Eichbach (rechts), 1,2 km und 0,5 km²
- Edelbach (links), 2,5 km
- Hirschbach (rechts), 4,6 km
  - Strütbach (rechts), 1,1 km
- (Bach vorbei am Holzbrunnen) (rechts), 1,7 km
- Killingerbach (links), 3,9 km und 8,0 km²
  - Reutebach (links), 1,7 km
  - Bühlbach (links), 1,6 km
- Brühlgraben (rechts), 0,6 km
- Weilerbach (links), 1,2 km
  - (Zufluss am Bühl) (rechts), 0,8 km
- Laubbach (links), 1,0 km

## Daten
Die Sechta ist der bedeutendste Zufluss der oberen Jagst. Nach der Auffassung mancher ist sie derjenige Bach, der die junge Jagst in einen kleinen Fluss verwandelt. An der Mündung weist sie mit 90,3 km² sogar ein größeres Einzugsgebiet auf als die Jagst selbst, diese kommt hier nämlich nur auf 82,9 km². Die Sechta führte zwischen 1953 und 1998 im Jahresmittel 0,75 m³/s Wasser Dennoch erweckt die Jagst an der Mündung den Eindruck, etwas wasserreicher zu sein, was vielleicht auf die Abflussspende aus dem Härtsfeld auf der Schwäbischen Alb zurückzuführen ist, insbesondere auf den Abfluss aus dem Fuchsmühlenweiher in Lauchheim. Einschlägige Schätzungen sind aber mit großen Unsicherheiten behaftet.
Auf den Seiten der LUBW wird die Länge der Sechta mit 20,1 km angegeben, dort aber mit der Ellenberger Rot als Quellfluss; mit dem Sonnenbach als Quellfluss kommt die Sechta selbst auf etwa einen Kilometer weniger an Länge als mit der Ellenberger Rot, die wiederum am Punkt des Zusammenflusses etwa 1,4 km² weniger Einzugsgebiet hat. Gleichwohl dürfte ihr Abfluss im Mittel größer sein, weil in ihrem oberen Einzugsgebiet am hoch aufragenden Hornberg Steigungsregen anfällt, während das tiefer liegende Einzugsgebiet der oberen Sechta östlich davon für die üblichen Westwinde im Regenschatten des Hornbergs liegt. Der am Rot-Zufluss entstehende Unterlauf der Sechta fließt wiederum in deren eigener Zulaufrichtung weiter. Die üblicherweise verwendeten Kriterien für die Bestimmung des Hauptstrangs am Oberlauf stehen also im Widerspruch zueinander.

## Geschichte
Beidseits von Sechta und Sonnenbach zieht sich lange die Trasse des Obergermanisch-Raetischen Limes hin. Etwa einen Kilometer nordöstlich von Halheim liegt das Areal des ehemaligen Numerus-Kastells Halheim, das in der Landschaft auffällt als ein Heckengeviert, das die ehemaligen Außenmauern nachzeichnet.

### LUBW
Amtliche Online-Gewässerkarte mit passendem Ausschnitt und den hier benutzten Layern: Lauf und Einzugsgebiet der Röhlinger Sechta

Allgemeiner Einstieg ohne Voreinstellungen und Layer: Daten- und Kartendienst der Landesanstalt für Umwelt Baden-Württemberg (LUBW) (Hinweise)
1. 1 2 3  Höhe nach dem Höhenlinienbild auf dem Hintergrundlayer Topographische Karte.
2. 1 2 3 4  Länge nach dem Layer Gewässernetz (AWGN).
3. 1 2 3 4 5 6  Einzugsgebiet aufsummiert aus den Teileinzugsgebieten nach dem Layer Basiseinzugsgebiet (AWGN).
4. ↑  Einzugsgebiet nach dem Layer Basiseinzugsgebiet (AWGN).
5. ↑  Wird vom zuständigen Landesamt als der hydrologischer Hauptzweig der Röhlinger Sechta angesehen.

### Andere Belege und Anmerkungen
1. ↑  Wolf-Dieter Sick: Geographische Landesaufnahme: Die naturräumlichen Einheiten auf Blatt 162 Rothenburg o. d. Tauber. Bundesanstalt für Landeskunde, Bad Godesberg 1962. → Online-Karte (PDF; 4,7 MB)
2. ↑  Hansjörg Dongus: Geographische Landesaufnahme: Die naturräumlichen Einheiten auf Blatt 171 Göppingen. Bundesanstalt für Landeskunde, Bad Godesberg 1961. → Online-Karte (PDF; 4,3 MB)
3. ↑  Abfluss-BW – ein Daten- und Kartendienst der Landesanstalt für Umwelt Baden-Württemberg (Hinweise) Übernommen am 04.04.2017.
Die Länge bis zur Mündung wurde abgemessen, da die offenbar flussabwärts zunehmende Stationierung des Pegels zu keiner der beiden Oberlaufquellen und den entsprechenden Gesamtlängen gut passt.
4. ↑  Albrecht Greule: Deutsches Gewässernamenbuch. Walter de Gruyter, Berlin / Boston 2014, ISBN 978-3-11-057891-1, S. 490, „¹Sechta“ (Auszug in der Google-Buchsuche).
5. ↑  Hans Mattern: Das obere Jagsttal von der Quelle bis Crailsheim. Baier BPB Verlag, Crailsheim 2009, ISBN 978-3-929233-82-7, S. 36.
6. ↑  Wolf, H.: Abflüsse der Oberen Jagst vom Ursprung bis Jagstzell. Unveröffentlicht, Entwurf, 2007.